# 조화 진동자

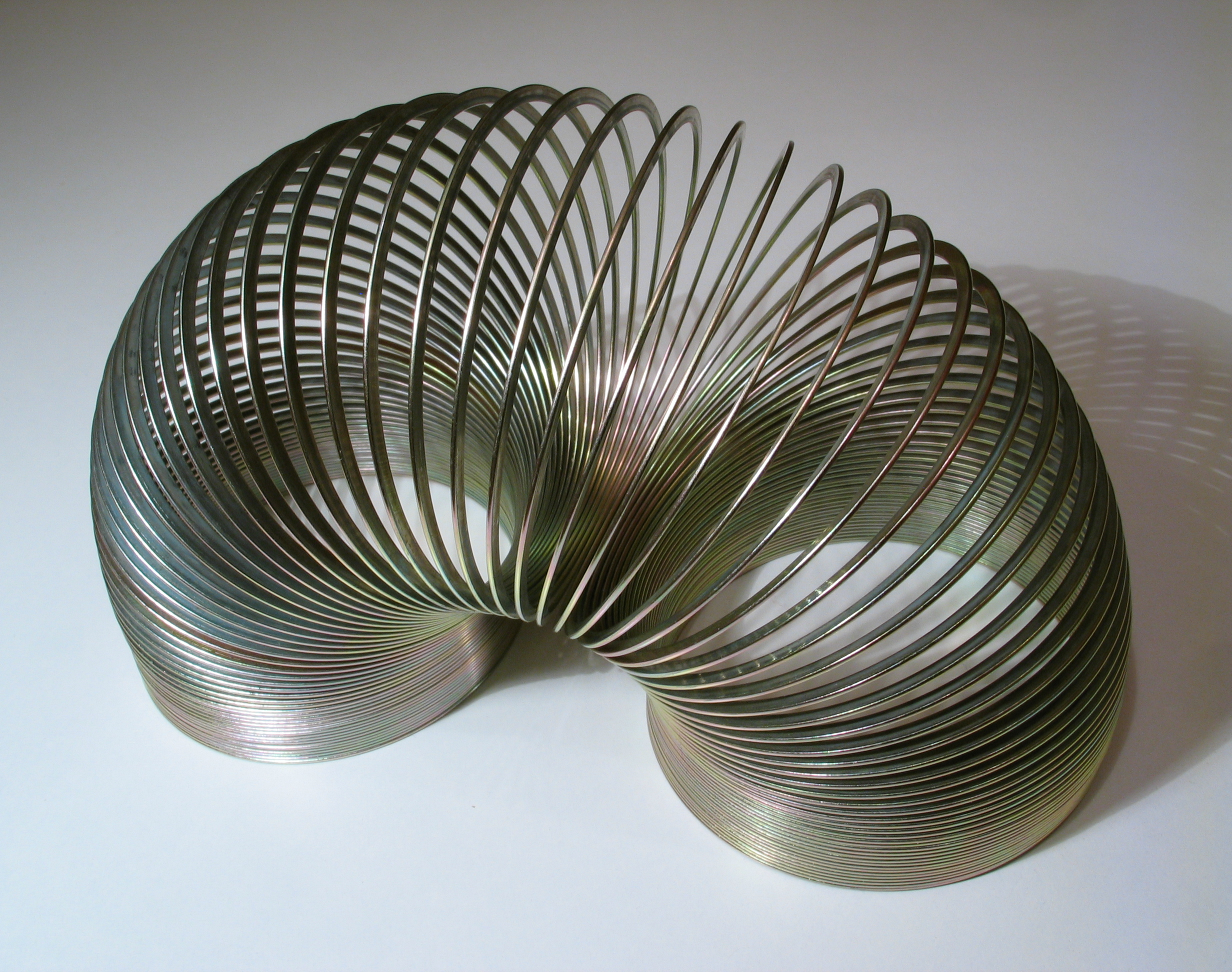
조화 진동을 하는 대표적 예인 용수철

조화 진동자(調和振動子, 영어: harmonic oscillator) 혹은 단진동은 고전역학에서 다루는 기본적인 계 중의 하나로, 평형점에서 물체가 이동했을 때, 훅 법칙에 의한 복원력
{\displaystyle F=-kx}
을 받는 계이다. 여기서 {\displaystyle k}는 양의 상수이다. 때에 따라서 비틀림 상수, 용수철상수로 언급되기도 한다.
예를 들어, {\displaystyle F}가 계에 작용하는 유일한 힘이라면 이 진동자를 단순 조화 진동자(simple harmonic oscillator)라 한다. 이 계의 운동은, 진폭과 진동수가 일정한 사인 모양 진동을 보여준다.
속도에 비례하는 마찰력이 존재하는 경우에는 이 진동자를 감쇠 진동자(damped oscillator)라 한다. 이 경우에는, 마찰이 없는 경우에 비해 진동수가 작아지고 진폭 또한 시간에 따라 점점 줄어드는 운동을 보인다.
마지막으로 마찰력이 아닌 다른 외력이 이 계에 작용하는 경우에는 이 진동자를 강제 진동자(forced oscillator)라 한다.
이러한 진동자의 역학적 예로는 질량이 있는 물체가 연결된 용수철, 작게 진동하는 진자 그리고 기타의 현과 같은 음향계들이 있다. 또한, 이와 유사한 행동을 보여주는 RLC 회로와 같은 전기적인 조화진동자도 있다. 실제로 자연이나 인공적으로 만들어진 진동에는 이상적이고 완전한 조화진동자는 없지만, 조화진동자를 분석하면 수학과 물리학, 그리고 여러 응용과학에서 자연의 여러 계에 대해 깊은 이해를 하는데 도움을 준다.
이 문서에서는 고전역학의 표기법을 따라 시간에 대한 미분은 변수 위에 점을 찍어 표현한다.

## 단순 조화 진동

감쇠가 없는 용수철의 진동

훅 법칙에 의한 힘 이외에 다른 힘을 받지 않는 진동을 단순 조화 진동 (간단히 단진동) 또는 자유 진동(free oscillation)이라고 한다. 보통 일직선상에서 주기적이며, 사인 모양의 운동을 보인다. 이 운동은 경우에 따라 서로 다른 진동수, 주기, 진폭, 위상을 가지게 된다. 여기서 진동수와 주기는 계의 구성에 따라 바뀌게 되며, 진폭과 위상은 초기 조건에 따라 바뀌게 된다.

### 운동 방정식
단순 조화 진동의 운동 방정식은 다음과 같이 주어진다.
{\displaystyle m{\ddot {x}}+kx=0}
보통 여기서 ω0를 다음과 같이 정의하여
{\displaystyle \omega _{0}^{2}={k \over m}}
운동 방정식을 다음과 같이 쓴다.
{\displaystyle {\ddot {x}}+\omega _{0}^{2}x=0}
이 방정식의 해는 다음과 같다.
{\displaystyle x(t)=C_{1}\sin \omega _{0}t+C_{2}\cos \omega _{0}t}
여기서 {\displaystyle C_{1}}와 {\displaystyle C_{2}}는 상수로 초기 조건에 따라 결정되는 값이다. 좀 더 식에 물리학적 의미를 부여하기 위해 다음과 해를
{\displaystyle x(t)=A\cos \left(\omega _{0}t+\phi \right)}
( 또는 {\displaystyle x(t)=A\sin \left(\omega _{0}t+\phi \right)} )
로 나타내기도 한다. 여기서 {\displaystyle A}는 진폭, {\displaystyle \phi }는 진동의 위상을 의미하는 상수로 위와 마찬가지로 초기 조건에 따라 결정되는 값이다. 이 식에서 {\displaystyle \omega _{0}}의 물리적 의미는 주기 운동의 각진동수에 해당한다. 그리고 이 운동의 속도와 가속도는 다음과 같다.
{\displaystyle v(t)=-A\omega _{0}\sin \left(\omega _{0}t+\phi \right)}
{\displaystyle a(t)=-A\omega _{0}^{2}\cos \left(\omega _{0}t+\phi \right)}
이 운동의 주기 {\displaystyle T}는 다음과 같이 주어진다.
{\displaystyle T={1 \over f}={2\pi  \over \omega _{0}}=2\pi {\sqrt {m \over k}}}
이 운동의 운동 에너지 {\displaystyle K}는 다음과 같이 주어진다.
{\displaystyle {\begin{aligned}K={1 \over 2}m{\dot {x}}^{2}&={1 \over 2}mA^{2}\omega _{0}^{2}\sin ^{2}\left(\omega _{0}t+\phi \right)\\&={1 \over 2}kA^{2}\sin ^{2}\left(\omega _{0}t+\phi \right)\end{aligned}}}
위치에너지 {\displaystyle U}는 {\displaystyle F=-\nabla U}에 의해 다음과 같이 주어진다.
{\displaystyle U={1 \over 2}kx^{2}={1 \over 2}kA^{2}\cos ^{2}\left(\omega _{0}t+\phi \right)}
따라서 단순 조화 진동의 역학적 에너지 E는 다음과 같이 주어진다.
{\displaystyle L=K+U={1 \over 2}kA^{2}}

### 상도표

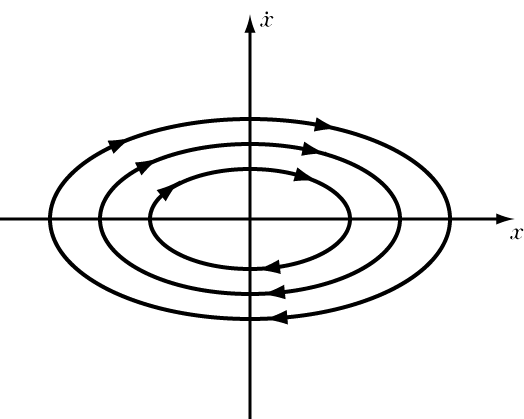
단순조화진동에서 에너지가 다른 경우 몇 가지를 나타낸 상도표

단순 조화 진동의 운동은 위치 {\displaystyle x(t)}와 속도 {\displaystyle {\dot {x}}(t)}로 기술되는 위상 공간을 통해서도 나타낼 수 있다. 단순 조화 진동은 다음과 같이 위치와 속도로 기술할 수 있다.
{\displaystyle x(t)=A\cos \left(\omega _{0}t+\phi \right)}
{\displaystyle {\dot {x}}(t)=-A\omega _{0}\sin \left(\omega _{0}t+\phi \right)}
여기서 시간 {\displaystyle t}를 소거하면,
{\displaystyle {x^{2} \over A^{2}}+{{\dot {x}}^{2} \over A^{2}\omega _{0}^{2}}=1}
이 되어 이 운동은 위상 공간에서 타원 모양으로 기술되는 운동임을 알 수 있다. 여기에 이 운동의 전체 에너지 {\displaystyle \textstyle E={1 \over 2}kA^{2}}를 대입하면
{\displaystyle {x^{2} \over {2E \over k}}+{{\dot {x}}^{2} \over {2E \over m}}=1}
이 되어 위상 공간에서 나타나게 되는 타원은 각각 특정 에너지를 갖는 운동을 기술함을 알 수 있다.

### 예

#### 용수철

용수철과 질량이 있는 물체로 이루어진 계. (A)는 평형점, (B)는 압축된 상태, (C)는 당겨진 상태의 힘의 방향을 보여준다.

용수철의 운동은 단순 조화 운동의 가장 대표적인 예이다. 용수철이 망가지지 않는 범위에서 질량이 {\displaystyle m}인 물체를 사용해 용수철을 변형시키면 훅 법칙에 의한
{\displaystyle F=-kx}
꼴의 복원력을 받는다. 여기서 {\displaystyle F}는 용수철에 의한 힘, {\displaystyle k}는 용수철 상수, {\displaystyle x}는 평형점으로부터 용수철이 변형된 변위이다. 따라서 이 힘을 제외한 다른 외력이 작용하지 않는 경우, 용수철은 단순 조화 진동을 하게 된다.
구체적으로는 뉴턴의 제2법칙을 사용해
{\displaystyle F=ma=-kx}
이 물체의 운동에 대한 운동방정식을 만들 수 있고, 초기에 {\displaystyle A}에 자리 잡고 있고 정지해 있으면 이 운동의 해는 다음과 같이
{\displaystyle x\left(t\right)=A\cos \textstyle {\sqrt {k \over m}}t}
코사인함수로 나타나며, 따라서 이 물체는 용수철에 의해 좌우로 진동함을 알 수 있다.

#### 진자
진자의 운동은 단순 조화 운동이 아니지만, 작은각 근사를 통하면 단순조화운동으로 근사될 수 있다. {\displaystyle I}를 진자의 관성모멘트 (여기서는 {\displaystyle I=m\ell ^{2}}. ), m을 진자 끝에 달린 물체의 질량, {\displaystyle \ell }를 끈의 길이라 하자. 이 운동을 돌림힘 τ를 통해 분석해보면,
{\displaystyle \tau =\ell (mg\sin \theta )=I{\ddot {\theta }}}
이 되고, ({\displaystyle I}는 관성모멘트, 여기서는 {\displaystyle I=m\ell ^{2}}. ) 작은각 근사
{\displaystyle \sin \theta \approx \theta }
를 쓰면
{\displaystyle \ell mg\theta \approx I{\ddot {\theta }}}
가 된다. 단순 조화 운동의 방정식과 위 식을 비교해보면 정확히 일치함을 알 수 있다.
여기서 이 진자의 주기는 줄의 길이 {\displaystyle \ell }와 중력 가속도 {\displaystyle g}와 관련이 있다. 그리고 위의 용수철에 대한 주기와 비슷한 형태를 보이고 있다.

원운동을 데카르트 좌표계의 x축으로 사영시키면 사인 모양의 단진동이 나타난다.

{\displaystyle T=2\pi {\sqrt {\frac {\ell }{g}}}}

#### 등속 원운동
단순 조화 진동은 등속 원운동의 1차원 사영으로 볼 수도 있다. 어떤 물체가 각진동수 {\displaystyle \omega }로 반지름이 {\displaystyle R}인 xy평면 위의 원에서 원운동을 하면 이 운동의 x좌표와 y좌표는 진폭이 {\displaystyle R}이고 각진동수가 {\displaystyle \omega }인 단순 조화 운동의 경우와 똑같은 방정식이 된다. 각속도가 {\displaystyle \omega _{0}}, 초기 위치가 극좌표에서 {\displaystyle (A,\phi )}인 등속 원운동을 2차원 극좌표에 표현하면
{\displaystyle r(t)=A}
{\displaystyle \theta (t)=\omega _{0}t+\phi }
인 운동이 되는데 이를 데카르트 좌표계로 변환시켜 보면
{\displaystyle x=A\,\cos(\omega _{0}t+\phi )}
{\displaystyle y=A\,\sin(\omega _{0}t+\phi )}
가 되어 이를 쉽게 확인할 수 있다.

### 해밀토니언과 정준 변환을 사용한 운동의 풀이
단순 조화 진동의 해밀토니언은 다음과 같이 주어진다.
{\displaystyle H={p^{2} \over 2m}+{1 \over 2}kq^{2}}
여기서 {\displaystyle p}는 물체의 운동량, {\displaystyle q}는 평형점으로부터 이동한 거리를 의미한다. 이를 {\displaystyle \omega _{0}}를 통해 쓴 후, 식을 다시 쓰면
{\displaystyle H={\frac {1}{2m}}\left(p^{2}+m^{2}\omega _{0}^{2}q^{2}\right)}
이다. 위 식을 자세히 살펴보면 두 항이 서로 제곱 형태로 되어 있음을 알 수 있다. 따라서 새로운 좌표 {\displaystyle (P,Q)}로 다음과 같은 꼴의 정준 변환을 찾을 수 있다면,
{\displaystyle p=f(P)\,\cos Q}
{\displaystyle q={\frac {f(P)}{m\omega _{0}}}\sin Q}
이 계의 해밀토니언은 다음과 같이 간단한 꼴이 되고
{\displaystyle H={\frac {f(P)^{2}}{2m}}(\cos ^{2}Q+\sin ^{2}Q)={\frac {f(P)^{2}}{2m}}}
좌표 {\displaystyle Q}는 순환좌표가 된다. 다만, 이 방법의 문제점은 어떻게 {\displaystyle f(P)}를 결정하여 이 변환을 정준이 되게 만들 수 있느냐이다. 다음과 같은 모함수를 사용하면,
{\displaystyle F_{1}={m\omega _{0}q^{2} \over 2}\cot Q}
아래의 변환에 대한 방정식을 얻을 수 있다,
{\displaystyle p={\frac {\partial F_{1}}{\partial q}}=m\omega _{0}q\cot Q}
{\displaystyle P=-{\frac {\partial F_{1}}{\partial Q}}={\frac {m\omega _{0}q^{2}}{2\sin ^{2}Q}}}
이를 {\displaystyle q}와 {\displaystyle p}에 대해 풀면,
{\displaystyle p={\sqrt {2Pm\omega _{0}}}\cos Q}
{\displaystyle q={\sqrt {\frac {2P}{m\omega _{0}}}}\sin Q}
을 얻는다. 따라서 함수 {\displaystyle f(P)}는
{\displaystyle f(P)={\sqrt {2m\omega _{0}P}}}
이다. 이를 해밀토니언에 대입하면 이 새로운 좌표에 대한 해밀토니안은
{\displaystyle H=\omega _{0}P}
가 된다. 여기서 좌표 {\displaystyle Q}가 순환 좌표이기 때문에 그에 해당하는 운동량인 {\displaystyle P}는 운동상수가 된다. 따라서
{\displaystyle P={E \over \omega }}
가 되고, {\displaystyle Q}의 운동 방정식, 즉 해밀턴 방정식은
{\displaystyle {\dot {Q}}={\frac {\partial H}{\partial P}}=\omega _{0}}
가 되어 간단히 이 운동의 해는
{\displaystyle Q=\omega _{0}t+\alpha }
가 된다. 여기서 {\displaystyle \alpha }는 임의의 상수이다. 이제 역변환을 통해 좌표 {\displaystyle (p,q)}에서의 해를 구해보면
{\displaystyle q={\sqrt {\frac {2E}{m\omega _{0}^{2}}}}\sin(\omega _{1}t+\alpha )}
{\displaystyle p={\sqrt {2mE}}\cos(\omega _{1}t+\alpha )}
이다. 그리고 이에 대한 위상 공간 {\displaystyle (p,q)}에서의 상도표는 자연스럽게 타원이 됨을 알 수 있다.

## 강제 진동
단순 조화 진동에서 계에 시간에 대한 임의의 함수로 표현되는 외력이 작용한 경우, 이러한 진동을 강제 조화 진동 또는 간단히 강제 진동(forced oscillation, driven oscillation)이라고 한다. 고막·피아노의 울림판 등은 강제 진동의 예이다.

### 운동 방정식
강제진동의 운동 방정식은 외력을 {\displaystyle F(t)}라 하면 다음과 같은 비동차 미분 방정식으로 주어진다.
{\displaystyle m{\ddot {x}}+kx=F(t)}
이 운동의 해는 위 방정식의 동차 미분 방정식 부분인 단순 조화 진동의 일반해 {\displaystyle x_{h}(t)}와 외력 {\displaystyle F(t)}와 관계있는 특수해 {\displaystyle x_{p}(t)}의 합으로 준다.
{\displaystyle x(t)=x_{h}(t)+x_{p}(t)}

#### 외력이 주기적 힘일 때
여기서 외력이 다음과 같이
{\displaystyle F(t)=Bcos(\omega _{1}t+\alpha )}
주기적으로 주어지는 경우 공명이란 특이한 현상이 나타난다. 먼저 특수해를 구해보면
{\displaystyle x_{p}(t)={B \over m(\omega _{0}^{2}-\omega _{1}^{2})}\cos(\omega _{1}t+\alpha )}
가 된다. 따라서, 이 경우 운동의 해는 다음과 같다.
{\displaystyle x(t)=A\cos \left(\omega _{0}t+\phi \right)+{B \over m(\omega _{0}^{2}-\omega _{1}^{2})}\cos(\omega _{1}t+\alpha )}
여기서 외력의 각진동수 {\displaystyle \omega _{1}}가 단순조화운동의 각진동수 {\displaystyle \omega _{0}}에 가까워 지면 진동의 진폭이 점점 커짐을 알 수 있다.

#### 외력이 일반적인 힘일 때
외력이 시간에 따라 변하는 임의의 힘이라면, {\displaystyle \xi ={\dot {x}}+i\omega _{0}x} 라는 양을 정의해 문제를 해결한다. 이때, 운동방정식은 다음과 같은 형태를 보인다.
{\displaystyle {\dot {\xi }}-i\omega _{0}\xi ={F(t) \over m}}
그리고 이 운동의 해는 위 미분 방정식을 풀고서, 허수부를 {\displaystyle \omega _{0}}로 나누어 주면 운동 방정식의 특수해 {\displaystyle x_{p}(t)}를 얻을 수 있다. 특수해를 {\displaystyle \xi =C(t)e^{i\omega _{0}t}}라 하면, {\displaystyle C(t)}가 만족하게 해야 하는
다음과 같다.
{\displaystyle {\dot {C}}={F(t) \over m}e^{i\omega _{0}t}}
위 방정식을 풀면, 이 운동의 특수해는 다음과 같아야 함을 알 수 있다.
{\displaystyle \xi (t)=\left[\int _{0}^{t}{{F(t') \over m}e^{-i\omega _{0}t'}\,dt'}\right]e^{i\omega _{0}t}+\xi _{0}}
여기서 {\displaystyle \xi _{0}}는 초기조건에 따라 결정되는 값이다.
이 경우, 시간에 따라 변하는 외력이 존재하기 때문에 에너지는 보존되지 않는다. 이를 통해 계에 전달되는 에너지의 양은 초기에 진동이 멈춰 있는 경우 (즉, {\displaystyle x=0} , {\displaystyle {\dot {x}}=0}. 그러므로, {\displaystyle x_{h}(t)=0} 이고 {\displaystyle \xi _{0}=0}이다.) 계의 총 에너지 E는 다음과 같이 {\displaystyle \xi }를 사용하여 나타낼 수 있다.
{\displaystyle E={1 \over 2}m({\dot {x}}^{2}+\omega _{0}^{2}x^{2})={1 \over 2}m|\xi |^{2}}
힘이 작용하지 않았을 때를 {\displaystyle F(t)=0}라 정의하면, 전달된 에너지는 다음과 같이 쓸 수 있다.
{\displaystyle E={1 \over 2m}\left|\int _{-\infty }^{\infty }{F(t)e^{-i\omega t}\,dt}\right|^{2}}
맨 뒤 항의 적분은 외력의 푸리에 변환에 해당하므로, 여기서 유입된 에너지는 외력에 포함된 여러 진동수 중, 단순조화진동일 때의 진동수 성분 크기의 제곱에 의해 결정된다.

## 감쇠 진동

감쇠가 있는 용수철의 진동. 이 경우에는 저감쇠 진동을 하고 있다.

속도에 비례하는 마찰력이 존재할 경우, 이러한 조건에서의 진동을 감쇠 진동(damped oscillation)이라 한다. 실제 이상적이 아닌 상황에선 항상 마찰이 존재하기 때문에 모든 진동은 감쇠 진동을 한다고 볼 수 있다.

### 운동 방정식
감쇠 진동의 경우, 다음과 같은 속도에 비례하는 마찰력
{\displaystyle F=-b{\dot {x}}}
가 있기 때문에, 운동 방정식은 이를 포함하는 방정식이 된다.
{\displaystyle m{\ddot {x}}+b{\dot {x}}+kx=0}
이 식을 질량 {\displaystyle m}으로 나누고, {\displaystyle \textstyle 2\lambda ={b \over m}} , {\displaystyle \textstyle \omega _{0}^{2}={k \over m}}라 놓으면 위 식은 다음과 같은 식이 된다.
{\displaystyle {\ddot {x}}+2\lambda {\dot {x}}+\omega _{0}^{2}x=0}
위의 미분 방정식은 {\displaystyle \textstyle e^{ct}} 꼴의 해가 항상 존재하는 것으로 알려졌다. 이를 위에 대입하면 가능한 상수 {\displaystyle c}의 값은
{\displaystyle c=-\lambda \pm {\sqrt {\lambda ^{2}-\omega _{0}^{2}}}}
이 된다. 여기서 {\displaystyle \lambda }와 {\displaystyle \omega _{0}}의 값에 따라 위 근이 두 개의 실근, 중근, 두 개의 복소수근이 되는가가 결정된다. 여기서 두 개의 복소수근을 갖는 경우는 저감쇠 진동(underdamped oscillation), 두 개의 실근을 갖는 경우를 과감쇠 진동(overdamped oscillation), 마지막으로 중근을 갖는 경우를 임계 감쇠 진동(critically damped oscillation)이라 한다.

#### 저감쇠 진동

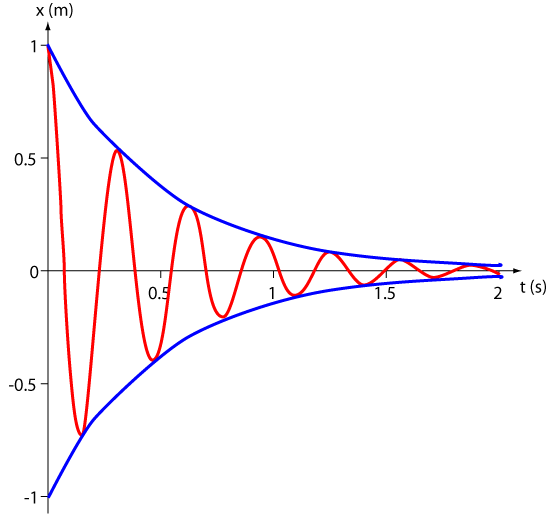
, 인 경우의 저감쇠 진동의 시간에 대한 진폭의 그래프(빨강). 파란색 선을 따라 점점 지수적으로 감소하는 진동을 볼 수 있다. 초기 조건은,.

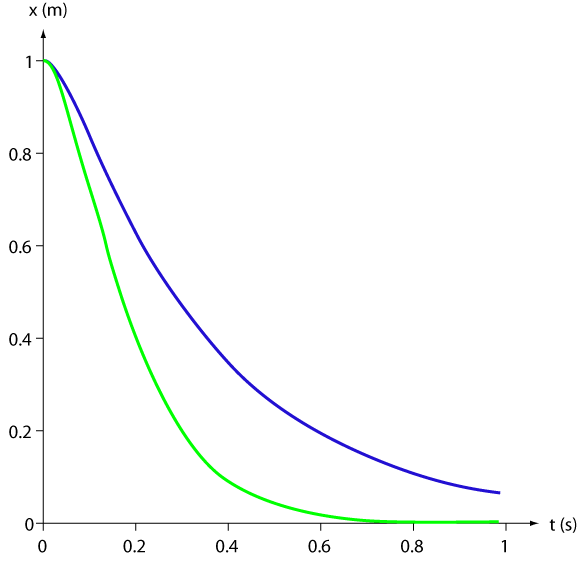
, 인 경우의 과감쇠진동(파랑)과 인 경우의 임계 감쇠 진동 (초록)의 시간에 대한 진폭의 그래프. 지수적으로 급격히 감소하는 진동을 볼 수 있다. 초기조건은,.

{\displaystyle \lambda <\omega _{0}}인 경우를 저감쇠 진동 또는 주기적 감쇠 진동(underdamped oscillation)이라 한다. 보통 공기 속에서의 진동과 같이 마찰이 비교적 적었을 때 이러한 진동이 나타난다. 이 경우, 근이 다음과 같이 복소수이기 때문에
{\displaystyle x(t)=c_{1}e^{-\lambda t+i{\sqrt {\omega _{0}^{2}-\lambda ^{2}}}t}+c_{2}e^{-\lambda t-i{\sqrt {\omega _{0}^{2}-\lambda ^{2}}}t}}
물리학적 의미를 부여하기 위하여 식을 조절하여 다음과 같이 근을 쓴다.
{\displaystyle x(t)=ae^{-\lambda t}\cos({\omega _{1}t+\alpha })\,}
여기서, {\displaystyle a}와 {\displaystyle \alpha }는 임의의 상수이고,
{\displaystyle \omega _{1}={\sqrt {\omega _{0}^{2}-\lambda ^{2}}}}
이다. 이 경우, 같은 조건의 단순 조화 운동에 비해 각진동수가 낮고, 진폭이 시간이 지남에 따라 점점 줄어드는 것을 알 수 있다.

#### 과감쇠 진동
{\displaystyle \lambda >\omega _{0}}인 경우를 과감쇠 진동 또는 지수적 감쇠 진동(overdamped oscillation)이라 한다. 물속과 같은 강한 저항이 존재하는 곳에서 진동이 일어날 때 많이 일어나는 진동이다. 이 경우, 근은 다음과 같이 실근으로 나온다.
{\displaystyle x(t)=c_{1}e^{-\lambda t+{\sqrt {\lambda ^{2}-\omega _{0}^{2}}}t}+c_{2}e^{-\lambda t-{\sqrt {\lambda ^{2}-\omega _{0}^{2}}}t}}
좀 더 보기 쉽게 위 근을 아래와 같이 쓰기도 한다.
{\displaystyle x(t)=e^{-\lambda t}\left[A_{1}e^{\omega _{2}t}+A_{2}e^{-\omega _{2}t}\right]}
여기서 {\displaystyle A_{1}}과 {\displaystyle A_{2}}는 임의의 상수이고,
{\displaystyle \omega _{2}={\sqrt {\lambda ^{2}-\omega _{0}^{2}}}}
이다. 여기서 {\displaystyle \omega _{2}}는 {\displaystyle \omega }로 쓰긴 했지만, 이 운동은 주기 운동이 아니므로, 각진동수를 의미하는 값이 아님에 유의하자.

#### 임계 감쇠 진동
{\displaystyle \lambda =\omega _{0}}인 경우를 임계 감쇠 진동(critically damped oscillation)이라 한다. 이 진동은 저감쇠진동과 과감쇠진동의 중간에 있는 진동이다. 이 경우, 위에서 구한 근은 하나뿐이기 때문에 이 운동을 풀기 위해선 하나의 해가 더 필요하다. 그 해는 {\displaystyle te^{-\lambda t}} 꼴의 해임이 알려졌다. 따라서 이 운동의 해는 다음과 같다.
{\displaystyle x(t)=(c_{1}+c_{2}t)e^{-\lambda t}\;}
여기서 {\displaystyle c_{1}}과 {\displaystyle c_{2}}는 임의의 상수이다.
주어진 조건에서, 임계 감쇠 진동은 어떤 진동보다 빨리 멈추는 진동의 형태이다.

### 상도표

#### 저감쇠 진동

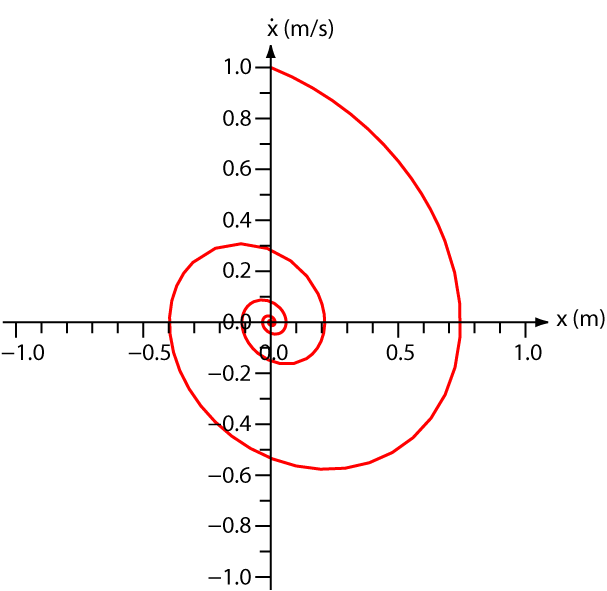
저감쇠진동의 상도표, 초기조건은,,,.

저감쇠진동의 경우, 시간에 따른 물체의 위치와 속도는 다음과 같이 나타난다.
{\displaystyle x(t)=ae^{-\lambda t}\cos({\omega _{1}t+\alpha })\,}
{\displaystyle {\dot {x}}(t)=-ae^{-\lambda t}\left[\lambda \cos({\omega _{1}t+\alpha })+\omega _{1}\sin({\omega _{1}t+\alpha })\right]\,}
이 두 변수에 의한 위상 공간에서의 좌표는 다음과 같이 새로운 좌표 {\displaystyle (u,v)}로 선형변환을 하면 그 의미를 쉽게 이해할 수 있다.
{\displaystyle u=\omega _{1}x,\quad v=\lambda x+{\dot {x}}}
위 두 좌표로 식을 다시 쓰면,
{\displaystyle u=\omega ae^{-\lambda t}\cos({\omega _{1}t+\alpha })\,}
{\displaystyle v=-\omega ae^{-\lambda t}\sin({\omega _{1}t+\alpha })\,}
두 식은 사인함수와 코사인 함수를 제외하고는 비슷한 형태로 나타내어져 있기 때문에 극좌표를 사용하면 이를 쉽게 기술할 수 있다. 다음과 같이 극좌표 {\displaystyle (\rho ,\theta )}로 변환을 하면
{\displaystyle \rho ={\sqrt {u^{2}+v^{2}}},\quad \theta =\omega _{1}t}
아래와 같은 위상 공간에서 저감쇠 진동의 상도표를 나타내는 방정식을 구할 수 있다.
{\displaystyle \rho =\omega _{1}ae^{-{\lambda  \over \omega _{1}}\theta }}
위를 보면, 이 운동은 위상 공간에서 안정한 나선을 그림을 알 수 있다.

#### 과감쇠 진동
과감쇠 진동은 진동이 지수적으로 평형점으로 수렴하기 때문에, 이의 상도표는 평형점으로 급격히 떨어지는 모습을 취한다.

## 강제 감쇠 진동
강제 감쇠 진동(forced damped oscillation, driven damped oscillation)은 마찰력 외의 시간에 관계된 외력이 존재하는 경우의 감쇠 진동을 말한다.

### 운동 방정식
이 경우의 운동 방정식은 강제 진동과 마찬가지로, 우변에 외력에 관한 항 {\displaystyle F(t)}가 나타난다.
{\displaystyle m{\ddot {x}}+b{\dot {x}}+kx=F(t)}
또한, 감쇠 진동과 마찬가지로 더 간단히 이 식을 아래와 같이 쓰기도 한다.
{\displaystyle {\ddot {x}}+2\lambda {\dot {x}}+\omega _{0}^{2}x={F(t) \over m}}
이 운동의 해는 강제 진동과 비슷하게 동차해에 해당하는 감쇠 진동의 해 {\displaystyle x_{h}(t)}와 외력에 따라 변하는 특수해 {\displaystyle x_{p}(t)}로 구성되어 있다.
{\displaystyle x(t)=x_{h}(t)+x_{p}(t)}

#### 외력이 주기적 힘일 때
외력이 다음과 같이 주기적으로 주어지는 경우를 생각해보자.
{\displaystyle F(t)=F_{0}\cos \omega _{1}t}
이 경우 특수해는 다음과 같은 형태를 보인다.
{\displaystyle x_{p}(t)=B\cos(\omega _{1}t+\delta )}
이를 운동 방정식에 대입하고, 삼각함수를 전개하면,
{\displaystyle {\begin{aligned}\left[{F_{0} \over m}-B\left\{(\omega _{0}^{2}-\omega _{1}^{2})\cos \delta -2\lambda \omega _{1}\sin \delta \right\}\right]\cos \omega _{1}t\\+B\left[(\omega _{0}^{2}-\omega _{1}^{2})\sin \delta +2\lambda \omega _{1}\cos \delta \right]\sin \omega _{1}t=0\end{aligned}}}
이 된다. 두 삼각함수 {\displaystyle \sin \omega _{1}t}와 {\displaystyle \cos \omega _{1}t}는 선형독립인 함수이므로, 각 항의 계수의 값은 0이 되어야 한다. 먼저, {\displaystyle \sin \omega _{1}t} 항에서 {\displaystyle \delta }에 대한 조건인
{\displaystyle \tan \delta ={\frac {2\lambda \omega _{1}}{\omega _{1}^{2}-\omega _{0}^{2}}}}
을 얻을 수 있다. 이를 사인 함수와 코사인 함수에 대한 식으로 고치면
{\displaystyle \sin \delta ={2\lambda \omega _{1} \over {\sqrt {(\omega _{1}^{2}-\omega _{0}^{2})^{2}+4\lambda ^{2}\omega _{1}^{2}}}}}
{\displaystyle \cos \delta ={\omega _{1}^{2}-\omega _{0}^{2} \over {\sqrt {(\omega _{1}^{2}-\omega _{0}^{2})^{2}+4\lambda ^{2}\omega _{1}^{2}}}}}
이 된다. 이를 {\displaystyle \cos \omega _{1}t}항에 대입하 상수 {\displaystyle B}를 구하면,
{\displaystyle B={F_{0} \over m{\sqrt {(\omega _{1}^{2}-\omega _{0}^{2})^{2}+4\lambda ^{2}\omega _{1}^{2}}}}}
을 얻는다. 따라서 이 경우의 특이해는
{\displaystyle x_{p}(t)={F_{0} \over m{\sqrt {(\omega _{1}^{2}-\omega _{0}^{2})^{2}+4\lambda ^{2}\omega _{1}^{2}}}}\cos(\omega _{1}t+\delta )}
{\displaystyle \delta =\tan ^{-1}{\frac {2\lambda \omega _{1}}{\omega _{1}^{2}-\omega _{0}^{2}}}}
이다.
이 경우의 특이해는 여러 응용 분야에서 등장한다. 외력이 주기적으로 주어지는 강제조화진동의 경우, 운동의 동차해는 감쇠 진동의 해이기 때문에 점차 사라지는 과도적인 해(transient solution)이기 때문에 오랜 시간이 지나면 특수해만이 남기 때문이다. 때문에 이 해를 정상상태 해(steady-state solution)라 부르기도 한다.

#### 외력이 일반적인 힘일 때
초기에 정지해 있는 진동의 경우, 다음과 같은 그린 함수를 사용해 문제를 해결할 수 있다.
{\displaystyle G(t,t')={\begin{cases}{e^{-\lambda (t-t')} \over m\omega _{1}}\sin \omega _{1}(t-t')&t\geq t'\\0&t<t'\end{cases}}}
이때, 운동의 해는 다음과 같다.
{\displaystyle x(t)=\int _{-\infty }^{t}F(t')G(t,t')dt'}

## 동등한 계들
여러 공학 분야에서 조화 진동자의 운동 방정식과 동등한 미분 방정식이 등장한다. 이러면, 그 계의 행동은 조화 진동자와 같은 행동을 보이게 된다. 아래는 기계, 전자 분야에서 등장하는 네 가지 예와 그에 해당하는 각각의 물리량을 비교하고 있다. 여기서 같은 줄에 있는 물리량들은 수학적으로 조화 진동자 모형 아래에서 동등한 물리량임을 의미한다.
| 용수철의 진동                                            | 비틀림 진자                                                                  | 직렬 RLC 회로                                             | 병렬 RLC 회로                                                       |
| -------------------------------------------------------- | ---------------------------------------------------------------------------- | --------------------------------------------------------- | ------------------------------------------------------------------- |
| 위치 {\displaystyle x}                                   | 각 {\displaystyle \theta }                                                   | 전하 {\displaystyle q}                                    | 전압 {\displaystyle V}                                              |
| 속도 {\displaystyle {\frac {dx}{dt}}}                    | 각속도 {\displaystyle {\frac {d\theta }{dt}}}                                | 전류 {\displaystyle i={\frac {dq}{dt}}}                   | {\displaystyle {\frac {dV}{dt}}}                                    |
| 질량 {\displaystyle m}                                   | 관성 모멘트 {\displaystyle I}                                                | 인덕턴스 {\displaystyle L}                                | 전기 용량 {\displaystyle C}                                         |
| 용수철 상수 {\displaystyle k}                            | 비틀림 상수(Torsion spring) {\displaystyle \mu }                             | 탄성율(Elastance) {\displaystyle {\frac {1}{C}}}          | 서셉턴스 {\displaystyle {\frac {1}{L}}}                             |
| 마찰계수 {\displaystyle b}                               | 회전 마찰계수(Rotational friction ) {\displaystyle \Gamma }                  | 저항 {\displaystyle R}                                    | 전도율 {\displaystyle {\frac {1}{R}}}                               |
| 외력 {\displaystyle F(t)}                                | 돌림힘 {\displaystyle \tau (t)}                                              | {\displaystyle {\frac {dV}{dt}}}                          | {\displaystyle {\frac {di}{dt}}}                                    |
| 감쇠가 없을 때의 공명 진동수 {\displaystyle f_{n}}:      |                                                                              |                                                           |                                                                     |
| {\displaystyle {\frac {1}{2\pi }}{\sqrt {\frac {k}{m}}}} | {\displaystyle {\frac {1}{2\pi }}{\sqrt {\frac {\mu }{I}}}}                  | {\displaystyle {\frac {1}{2\pi }}{\sqrt {\frac {1}{LC}}}} | {\displaystyle {\frac {1}{2\pi }}{\sqrt {\frac {1}{LC}}}}           |
| 미분 방정식:                                             |                                                                              |                                                           |                                                                     |
| {\displaystyle m{\ddot {x}}+b{\dot {x}}+kx=F}            | {\displaystyle I{\ddot {\theta }}+\Gamma {\dot {\theta }}+\mu \theta =\tau } | {\displaystyle L{\ddot {q}}+R{\dot {q}}+{\frac {q}{C}}=V} | {\displaystyle C{\ddot {V}}+{\frac {\dot {V}}{R}}+{\frac {V}{L}}=q} |

## 참고 문헌
- 문희태(2006), 《개정판 고전역학》, 서울 : 서울대학교출판부.
- Stephen T Thornton; Jerry B. Marion (2003). 《Classical Dynamics of Particles and Systems》 Fif판. Brooks/Cole.
- Herbert Goldstein; Charles Poole, John Safko (2002). 《Classical Mechanics》 Thi판. Addison Wesley.
- Dennis. G. Zill; Michael R. Cullen (2006). 《Advanced Engineering Mathematics》 Thi판. Jones & Bartlett Pub.

## 같이 보기
- 감쇠비
- 원운동
- 비조화성 (Anharmonicity)
- 양자 조화 진동자
- 임계속도 (위험속도,Critical speed)
- 진동
- 진자
- 페이저 (전자)
- Q 인자
- RC 회로
- RLC 회로